# 中国人民解放军海军陆战队第四旅
陆战第四旅（英語：4th Marine Brigade），是中国人民解放军海军陆战队现行编制下成立的一个旅，现驻地为广东省揭阳市。

## 历史概述

### 前身
该旅的前身为1959年10月组建的福建省军区守备第七师，以福安军分区机关人员为基础，以福安军分区机关人员为基础，从晋江、龙溪军分区和守备13师抽调人员组建而成，原属福安军分区建制的边防19团和24团分别改建成为守备93和94团。守备7师的人员组成较为复杂，士兵的素质也参差不齐，而且没有战争时期的部队的传承和历史。种种原因下，1966年在守备7师服役的吴氏三兄弟杀害战友，携船（排水50吨的小型登陆艇）投台的事件，被中国人民解放军空军第二十四师的歼击机在它们从马祖乘机去往台湾的半路上截杀。这便是著名的吳文獻事件。
1969年11月，守备7师复隶福州军区，改称为福州军区守备第一师，原辖守备94团、93团分别编为守备1团和2团。1970年1月，原守备72团（前身为1949年11月组建的福建省军区警备8团，后来发展为边防23团）编入守备1师，为守备3团。一个月后，又新组建了守备4团。1976年1月，守备2团调往江西省军区，编为独立师1团。1983年2月，守备4团被缩编为师直步兵营，4团番号撤销。
1985年8月，百万大裁军中福州军区撤销，守备1师随之撤编，所属部队分别编为南京军区守备12师的守备41团和43团。

### 现有编制
1987年7月，以南京军区守备41、43团为基础组建南京军区守备第十一旅。1988年12月，更名为南京军区海防第十一旅。
2017年军改后，海防11旅转隶东部战区海军，改编为海军陆战队第四旅。

## 沿革
| 部隊番號             | 使用時期                 |
| -------------------- | ------------------------ |
| 南京军区守备第十一旅 | 1987年7月-1988年12月     |
| 南京军区海防第十一旅 | 1988年12月-2017年2月14日 |
| 海军陆战队第四旅     | 2017年2月14日至今        |